# شهرستان باپن
شهرستان باپن (به لاتین: Bapen Township) یک شهرک در جمهوری خلق چین است که در شهرستان فوسوی واقع شده‌است. شهرستان باپن ۱۵۲ کیلومتر مربع مساحت و ۲۷٬۵۵۲ نفر جمعیت دارد.